# Eddie Peng
Eddie Peng Yu-yen (chino simplificado: 彭于晏, pinyin: Péng Yúyàn; Penghu, 24 de marzo de 1982) es un actor, cantante y modelo taiwanés-canadiense.

## Biografía
Eddie Peng se mudó a los 13 años con su familia a Vancouver, British Columbia, Canadá.
Estudió en el Sir Winston Churchill Secondary School, donde se graduó en el 2000. Poco después se unió a la Universidad de Columbia Británica (inglés: "University of British Columbia") donde se especializó en economía.
Es amigo de los actores chinos Shawn Yue y Yuan Hong, así como del cantante surcoreano Choi Si-won.

## Carrera
El 26 de septiembre del 2006 se unió al elenco de la serie The Young Warriors donde dio vida a Yang Yansi, el séptimo hijo de Yang Ye (Weng Chia-ming).
El 25 de diciembre del 2007 se unió al elenco principal de la serie Wayward Kenting donde interpretó a Zhong Hanwen, un joven estrovertido y de buen coraazón que luego de leer el artículo escrito por la escritora Ding Xiaohui se enamora, hasta el final de la serie el 16 de febrero del 2008.
En el 2008 se unió al elenco de la película All About Women donde dio vida a Mo Qiyan, el primo nerd y secretario de Tang Lu (Zhang Yuqi).
El 4 de octubre del 2012 apareció en la película Cold War donde interpretó a Joe K.C. Lee, un oficial de la policía en "EU 71" y el hijo único de Waise Lee (Tony Leung Ka-fai).
El 1 de octubre del 2014 se unió al elenco principal de la serie Sound of the Desert donde interpretó a Wei Wuji, un general capaz pero orgulloso de las dinastías del sur, así como el querido sobrino del Emperador, hasta el final de la serie el 27 de noviembre del mismo año.
El 21 de noviembre del mismo año apareció en la película Rise of the Legend donde dio vida a Wong Fei-hung, un futuro y venerado héroe popular, que se une a la pandilla "Black Tiger" para derribarlo, subiendo al rango de los cuatro mejores.
El 6 de agosto del 2015 apareció en la película To the Fore donde interpretó a Qiu Ming, un atleta de ciclismo.
El 8 de julio del 2016 volvió a dar vida a Joe K.C. Lee, ahora un exoficial de la policía en la película Cold War 2.
El 16 de diciembre del mismo año se unió al elenco de la película The Great Wall donde dio vida al general Wu, el líder de la tropa "Tiger".
El 13 de julio del 2017 se unió al elenco de la película de fantasía y acción Wu Kong donde interpretó a Sun Wukong, un mono orgulloso e ingobernable de Hua Guo Shan, que guarda rencor contra los cielos por arruinar su hogar.
El 25 de enero del 2020 se unirá al elenco de la película The Rescue (紧急救援).

## Filmografía

### Películas
| Año  | Título                              | Personaje                 | Notas                                                                                   |
| ---- | ----------------------------------- | ------------------------- | --------------------------------------------------------------------------------------- |
| 2020 | Love After Love (第一炉香)          | -                         | junto a Ma Sichun, Janine Chang, Karlina Zhang y Yin Fang                               |
| 2020 | Tropical Memories (热带往事)        | -                         | junto a Sylvia Chang y Wang Yanhui                                                      |
| 2020 | The Rescue (紧急救援)               | -                         | junto a Wang Yanlin, Xin Zhilei, Xu Yang, Guo Xiaodong y Wei Daxun                      |
| 2019 | Midnight Diner (深夜食堂)           | -                         |                                                                                         |
| 2018 | Hidden Man                          | Li Tianran                | junto a Liao Fan, Jiang Wen, Zhou Yun y Xu Qing                                         |
| 2017 | Our Time Will Come                  | Liu Heizai / Blackie" Lau | junto a Zhou Xun, Wallace Huo, Paw Hee-ching, Jessie Li y Tony Leung                    |
| 2017 | Wu Kong (悟空传)                    | Sun Wukong                | junto a Shawn Yue, Ni Ni, Oho Ou, Zheng Shuang y Yang Di                                |
| 2017 | Duckweed                            | Xu Zhengtai               | junto a Deng Chao, Dong Zijian, Zhao Liying, Zack Gao y Zhang Benyu                     |
| 2016 | The Great Wall                      | General Wu                | junto a Matt Damon, Jing Tian, Andy Lau, Willem Dafoe, Pedro Pascal y Lu Han            |
| 2016 | Operación Mekong                    | Fang Xinwu                | junto a Zhang Hanyu, Feng Wenjuan, Sun Chun y Chen Baoguo                               |
| 2016 | Call of Heroes                      | Ma Feng                   | junto a Sean Lau, Louis Koo, Yuan Quan, Jiang Shuying y Wu Jing                         |
| 2016 | Cold War 2                          | Joe K.C. Lee              | junto a Aaron Kwok, Tony Leung Kar Fai, Chow Yun-Fat, Charlie Young y Janice Man        |
| 2016 | The Bodyguard                       | -                         | junto a Sammo Hung, Zhu Yuchen, Li Qinqin, Hu Jun y Feng Shaofeng                       |
| 2016 | Run for Love: Japan                 | Feng Yujian               | junto a Zhang Ziyi                                                                      |
| 2015 | The Last Women Standing             | Ma Sai                    | junto a Shu Qi, Pan Hong, Chin Shih-chieh y Xing Jiadong                                |
| 2015 | To the Fore                         | Qiu Ming                  | junto a Shawn Dou, Choi Si-won, Wang Luodan, Carlos Chan y Ouyang Nana                  |
| 2014 | 12 Golden Ducks                     | -                         | junto a Sandra Ng, Louis Koo, Nicholas Tse y Simon Yam                                  |
| 2014 | Fleet of Time                       | Chen Xun                  | junto a Ni Ni, Zheng Kai, Vision Wei, Zhang Zixuan y Chen He                            |
| 2014 | Rise of the Legend                  | Wong Fei-hung             | junto a Sammo Hung, Qin Junjie, Angelababy, Wang Luodan, Jing Boran y Gao Taiyu         |
| 2013 | Unbeatable                          | Lin Siqi                  | junto a Nick Cheung, Crystal Lee, Mei Ting y Philip Keung                               |
| 2013 | A Wedding Invitation                | Li Xing                   | junto a Bai Baihe, Jiang Jinfu y Pace Wu                                                |
| 2012 | Cold War                            | Joe K.C. Lee              | junto a Aaron Kwok, Tony Leung Ka-fai, Charlie Young, Gordon Lam y Chin Kar-lok         |
| 2012 | Tai Chi Hero                        | Fang Zijing               | junto a Yuan Xiaochao, Angelababy, Feng Shaofeng, Daniel Wu y Tony Leung Ka-Fai         |
| 2012 | Tai Chi 0                           | Fang Zijing               | junto a Yuan Xiaochao, Feng Shaofeng, Angelababy, Shu Qi, Daniel Wu y Tony Leung Ka-Fai |
| 2012 | LOVE                                | Ah Kai                    | junto a Shu Qi, Ethan Juan, Ivy Chen, Mark Chao y Amber Kuo                             |
| 2011 | Jump Ashin!                         | Ashin                     |                                                                                         |
| 2011 | Love You You                        | You Lele                  | junto a Angelababy, Zhu Yuchen y Zhou Yang                                              |
| 2010 | Close to You                        | Zhao Dajie                | junto a Ming Dow, Amber Kuo, Yang Zishan y Johnny Yang                                  |
| 2010 | Lover's Discourse                   | Li Guangsheng             |                                                                                         |
| 2009 | Hear Me                             | Tian Kuo                  | junto a Ivy Chen, Michelle Chen, Lo Bei-an y Lin Mei-hsiu                               |
| 2008 | My So Called Love                   | A Liang                   | junto a Barbie Hsu, Joseph Chang y Lego Lee                                             |
| 2008 | All About Women                     | Mo Qiyan                  | junto a Zhou Xun, Zhang Yuqi, Kwai Lun-mei, Godfrey Gao y Alex Fong                     |
| 2008 | Sleeplessness All Through the Night | Gong Ping                 |                                                                                         |
| 2007 | My DNA Says I Love You              | Xiao Xiong                | junto a Terri Kwan y Peter Ho                                                           |
| 2007 | Exit No. 6                          | Fan Dayin                 | junto a Yoo Ha-na, Ethan Juan, Han Chang y Cathy Shyu                                   |
| 2007 | Muddy but Pure White                | Tang Xuchuan              |                                                                                         |
| 2006 | Open To Midnight                    | A Hai                     |                                                                                         |
| 2005 | A Record                            | Ah Xiang                  |                                                                                         |

### Series de televisión
| Año         | Título                | Personaje                     | Notas        |
| ----------- | --------------------- | ----------------------------- | ------------ |
| 2014        | Sound of the Desert   | Wei Wuji                      | 35 episodios |
| 2012        | My Sassy Girl         | Jin Qianniu                   | 18 episodios |
| 2009        | The Concerto          | Yuan Hao                      | 23 episodios |
| 2008        | Honey and Clover      | Ren Sentian                   | 14 episodios |
| 2007 - 2008 | Wayward Kenting       | Zhong Hanwen                  | 20 episodios |
| 2007        | Liao Zhai             | Yang Yuedan                   | 30 episodios |
| 2006        | The Young Warriors    | Yang Yansi / Qilang           | 43 episodios |
| 2005        | When Dolphin Met Cat  | Xu Wei                        | 14 episodios |
| 2005        | Chinese Paladin       | Tang Yu                       | 34 episodios |
| 2005        | I Only Care About You | Lin Qingyun                   |              |
| 2003 2004   | Scent of Love         | Jin Chengtian / Sakura Ryohei | 21 episodios |
| 2002        | Tomorrow              | Xu Shouzhi                    | 14 episodios |

### Programas de variedades
| Año                    | Programa   | Notas                  |
| ---------------------- | ---------- | ---------------------- |
| 2011, 2013, 2016, 2017 | Happy Camp | 4 episodios - invitado |

### Videos musicales
| Año  | Artista / Grupo            | Canción                                  | Notas |
| ---- | -------------------------- | ---------------------------------------- | ----- |
| 2010 | A-Lin                      | Break Up Needs Practice (分手需要練習的) |       |
| 2008 | Joanna Wang                | Because You Love Me (因為你愛我)         |       |
| 2008 | S.H.E                      | Coastal Highway Exit（沿海公路的出口)    |       |
| 2008 | Clover Band                | Lucky Clover's Happiness (幸运草的祝福)  |       |
| 2007 | Claire Guo                 | Can't Stop Thinking (想個不停)           |       |
| 2006 | Yu Yongbang                | Chase and Chase Again (一追再追)         |       |
| 2006 | Yu Yongbang                | Lonely Road (寂寞公路)                   |       |
| 2006 | Fiona Sit                  | Searching for Unicorn（寻找独角兽)       |       |
| 2005 | Liang Jing Ru (Fish Leong) | One on One (一对一)                      |       |
| 2005 | Maggie Chiang              | Happy Together (春光乍泄)                |       |
| 2005 | Maggie Chiang              | The Most Beautiful (最美)                |       |

### Endorsos / Embajador
| Año       | Producto               | Notas    |
| --------- | ---------------------- | -------- |
| 2019-     | Ogawa - Massage Chairs | Portavoz |
| ¿? - 2021 | Adidas China           |          |

### Revistas / sesiones fotográficas
| Año        | Título                          | Notas                    |
| ---------- | ------------------------------- | ------------------------ |
| 2020       | Esquire China                   | (publicación de marzo)   |
| 2020       | Men’s Uno Young                 | (publicación de febrero) |
| 2019       | InStyle China                   | (publicación #573)       |
| 2019       | Modern Weekly                   |                          |
| 2019       | Lee Jeans                       |                          |
| 2014, 2017 | ELLE MEN (睿士)                 |                          |
| 2016       | Esquire (时尚先生)              |                          |
| 2016       | JMEN                            |                          |
| 2015       | JET Magazine                    |                          |
| 2015       | August Man                      |                          |
| 2014, 2015 | Men's Uno (风度)                |                          |
| 2014       | MENS-JOKER (型男志)             |                          |
| 2014       | FEMINA (伊周)                   |                          |
| 2014       | 悦食                            |                          |
| 2014       | Grazia (红秀)                   |                          |
| 2014       | BAZAAR (时尚芭莎)               |                          |
| 2013, 2014 | L'Officiel Hommes (时装男士)    |                          |
| 2013       | ELLE                            |                          |
| 2013       | Men's Health (时尚健康(男士版)) |                          |
| 2010       | HotSpot (大周末)                |                          |

### Eventos
| Año  | Título                                            | Notas |
| ---- | ------------------------------------------------- | ----- |
| 2020 | CCTV Spring Festival Gala                         |       |
| 2020 | Berluti F/W 2020 show at Paris Fashion Week Men's |       |
| 2019 | Berluti Brand Event                               |       |

## Discografía

### Extended plays
| Fecha de lanzamiento | Canción                     | Compañía discográfica | Notas |
| -------------------- | --------------------------- | --------------------- | ----- |
| 23 de abril de 2010  | It Has To Be You (非愛不可) | Avex Taiwan           |       |

### Sencillos
| Año  | Título                                   | Álbum                         | Notas                          |
| ---- | ---------------------------------------- | ----------------------------- | ------------------------------ |
| 2013 | Didn't We Agree To It (我们不是说好了吗) | OST de "A Wedding Invitation" | junto a Bai Baihe              |
| 2008 | Lucky Clover's Happiness (幸运草的祝福)  | OST de "Honey and Clover"     | junto a Clover Band            |
| 2008 | Give Me Love                             | OST de "A Honey and Clover"   | junto a Joe Cheng y Chiaki Ito |
| 2005 | The Sea loves Blue Sky (大海爱蓝天)      | OST de "When Dolphin Met Cat" |                                |
| 2003 | Cannot Reject (不能拒绝)                 | OST de "Scent of Loven"       |                                |

## Premios y nominaciones
| Año  | Categoría                                          | Premio                                                 | Trabajo                | Resultado |
| ---- | -------------------------------------------------- | ------------------------------------------------------ | ---------------------- | --------- |
| 201  | Best Actor                                         | 9th China Film Director's Guild Award                  | Duckweed               | Nominado  |
| 201  | Best Actor                                         | 23rd Huading Award                                     | Our Time Will Come     | Nominado  |
| 2018 | Best Supporting Actor                              | 12th Asian Film Award                                  | Our Time Will Come     | Nominado  |
| 2017 | Best Actor                                         | 20th Shanghai International Film Festival              | Our Time Will Come     | Nominado  |
| 2017 | Best Actor                                         | 9th Macau International Movie Festival                 | Wu Kong                | Nominado  |
| 2017 | Best Actor                                         | 24th Beijing College Student Film Festival             | Operation Mekong       | Nominado  |
| 2016 | Most Anticipated Actor                             | 16th Chinese Film Media Award                          | To the Fore            | Nominado  |
| 2015 | Best Actor                                         | 7th Macau International Movie Festival                 | To the Fore            | Nominado  |
| 2015 | Best Actor                                         | 34th Hong Kong Film Award                              | Rise of the Legend     | Nominado  |
| 2015 | Most Anticipated Performance                       | 15th Chinese Film Media Award                          | Rise of the Legend     | Nominado  |
| 2014 | Best Newcomer                                      | 32nd Hundred Flowers Award                             | Cold War               | Nominado  |
| 2014 | Best Supporting Actor                              | 12th Changchun Film Festival                           | Unbeatable             | Nominado  |
| 2014 | Best Supporting Actor                              | 33rd Hong Kong Film Award                              | Unbeatable             | Nominado  |
| 2014 | Most Anticipated Performance                       | 14th Chinese Film Media Award                          | Unbeatable             | Nominado  |
| 2013 | Best Supporting Actor                              | 50th Golden Horse Film Festival and Award              | Unbeatable             | Nominado  |
| 2013 | Most Anticipated Performance                       | 13th Chinese Film Media Award                          | Cold War               | Nominado  |
| 2012 | Most Popular Promising Singer (Hong Kong/Taiwan)   | 11th CCTV-MTV Music Award Ceremony                     | It Has To Be You       | Nominado  |
| 2012 | Artist of the Year                                 | 9th Esquire Man At His Best Award                      | -                      | Ganó      |
| 2012 | Best Actor                                         | 11th Changchun Film Festival                           | Jump Ashin!            | Nominado  |
| 2012 | Most Anticipated Actor                             | 12th Chinese Film Media Award                          | Jump Ashin!            | Nominado  |
| 2012 | Best Actor (Youth Drama)                           | 8th Huading Award                                      | My Sassy Girl          | Nominado  |
| 2012 | Most Popular Promising Singer (Hong Kong/Taiwan)   | 11th CCTV-MTV Music Award Ceremony                     | "It Has To Be You"     | Nominado  |
| 2011 | Best Actor'                                        | 48th Golden Horse Film Festival and Award              | Jump Ashin!            | Nominado  |
| 2011 | Best Actor                                         | 13th Taipei Film Festival                              | Jump Ashin!            | Nominado  |
| 2011 | Most Popular Film Actor                            | 3rd Yahoo Asia Buzz Award                              | -                      | Ganó      |
| 2010 | Popular Male Artist of the Year (Hong Kong/Taiwan) | 7th Esquire Man At His Best Award                      | -                      | Ganó      |
| 2010 | Best New Singer (Gold Award)                       | 12th TVB8 Mandarin Music On Demand Awards Presentation | "It Has To Be You"     | Ganó      |
| 2010 | Best Actor                                         | 2nd Macau International Movie Festival                 | Close To You           | Nominado  |
| 2008 | Best Actor                                         | 43rd Golden Bell Award                                 | Wayward Kenting        | Nominado  |
| 2007 | Best New Performer                                 | 44th Golden Horse Film Festival and Award              | My DNA Says I Love You | Nominado  |
| 2006 | Best Supporting Actor                              | 41st Golden Bell Award                                 | I Only Care About You  | Nominado  |